# Kalmonjärvi (sjö i Posio, Lappland, Finland)
Kalmonjärvi eller Iso-Kalmo eller Kalmojärvi är en sjö i Finland. Den ligger i kommunen Posio i landskapet Lappland, i den nordöstra delen av landet, 700 km norr om huvudstaden Helsingfors. Kalmojärvi ligger 234,8 meter över havet. Arean är 34,3 hektar och strandlinjen är 3,06 kilometer lång. Sjön  ingår i Ijo älvs huvudavrinningsområde. 